# José Woldenberg
Isaac José Woldenberg Karakowsky  (Monterrey, Nuevo León; 8 de septiembre de 1952) es un político y académico mexicano de origen judío polaco y lituano. Se desempeñó como presidente del Instituto Federal Electoral (IFE).

## Trayectoria
Licenciado en Sociología, maestro en Estudios Latinoamericanos y doctor en Ciencias Políticas por la Facultad de Ciencias Políticas y Sociales de la Universidad Nacional Autónoma de México. Profesor de Ciencia Política en esa misma institución, donde llegó a ser fundador y líder del sindicato de los trabajadores, el STUNAM. Ahí formó parte del Consejo Sindical, lugar donde se vinculó a la izquierda mexicana. Por su lucha sindical fue hecho preso por unos días en el Reclusorio Oriente.  Participó en diversos partidos políticos. Ha sido militante y dirigente de los partidos Socialista Unificado de México (1981-1987), Partido Mexicano Socialista (1987-1989) y Partido de la Revolución Democrática (1989-1991), al cual renunció en 1991, por desacuerdos con su línea política. Fue presidente del Instituto de Estudios de la Transición Democrática; fue uno de los primeros Consejeros Ciudadanos del IFE (1994-1996), del cual fue también Consejero Presidente durante la primera renovación democrática del Congreso de la Unión de 1996 a 2003, y por la elección de transición en 2000. En su juventud, estudió en el Centro Universitario de Estudios Cinematográficos, pero tres años más tarde desistió de sus intereses en esa área. Fue director de la revista Nexos entre 2004 y 2008, miembro del Consejo Consultivo de la UNICEF en México y Consejero de la Comisión de Derechos Humanos del Distrito Federal (CDHDF). Estuvo casado con la bióloga Julia Carabias Lillo, quien fue Secretaria de Recursos Naturales y Pesca durante el gobierno de Ernesto Zedillo.
Actualmente es columnista del diario Reforma y profesor de la Facultad de Ciencias Políticas y Sociales de la UNAM.

## Reconocimientos
- En 2004, recibió el Premio Nacional de Periodismo junto a Ricardo Becerra y a Leopoldo Gómez, en la categoría de Reportaje y Periodismo de Investigación, por su trabajo en la serie de once programas México: La Historia de su democracia.
- En 2008 recibió y fue designado Caballero de la Gran Cruz de la Orden de Isabel la Católica por el gobierno de España, por lo que en ese país recibe oficialmente el trato de Excelentísimo Señor.
- En 2020 recibió el Premio Universidad Nacional (UNAM) otorgado por la Universidad Nacional Autónoma de México.[1]

## Publicaciones
- Antecedentes del sindicalismo (1981)
- La sucesión presidencial en 1988 (1987)
- Historia documental del SPAUNAM (1989)
- Las ausencias presentes (1992)
- Revuelta y Congreso en la UNAM (1994)
- Violencia y política (1995)
- Francisco Zarco (1996)
- Memoria de la izquierda (1998)
- La construcción de la democracia (2002)
- Hacia las elecciones en México: una espiral virtuosa de pluralismo y democracia (2006)
- Después de la transición: gobernabilidad, espacio público y derechos (2006)
- Para entender: los partidos políticos y las elecciones en los Estados Unidos Mexicanos (2006)
- El desencanto (2009)[2]
- Nobleza obliga. Semblanzas, recuerdos, lecturas (2011)
- Historia mínima de la transición democrática (2012)
- Política y delito y delirio. Historia de tres secuestros (2012)
- México: la democracia difícil (2013)
- La voz de los otros. Libros para leer el siglo (2015)
- La democracia como problema (Un ensayo) (2015)

En colaboración con otros investigadores:
- Estado y lucha política en México (1976)
- La clase obrera en la historia de México (1980)
- Sindicalismo y política en México (1986)
- México a fines del siglo (1993)
- Sistemas políticos, partidos y elecciones (1993)
- Desarrollo, desigualdad y medio ambiente (1994)
- Una reforma electoral para la democracia (1995)
- Así se vota en la República (1996)
- La reforma electoral de 1996: una descripción general (1997)
- La mecánica del cambio político en México (2000)